# Tiziana Terranova
Pour les articles homonymes, voir Terranova.
Tiziana Terranova, née en 1967 à Trapani, est une chercheuse et militante italienne. Elle travaille sur les effets sociaux des technologies de l'information, notamment au travers d'une discussion théorique des concepts comme le digital labor ou celui de commun,. Terranova a publié la monographie Network Culture. Politics for the Information Age, ainsi que de nombreux articles et communications. Elle a été l'invitée de nombreuses conférences. Ses cours au département des sciences humaines et sociales à l'université de Naples portent sur la politique et les médias digitaux.

## Théories

### Free labor
La partie la plus connue du travail de Terranova est sa thèse, formulée au début des années 2000 : le travail gratuit des utilisateurs est la source de la valeur économique dans l'économie digitale. Le concept de travail gratuit (free labor) est enraciné dans les théories italiennes post-travailliste et autonomiste de la valeur, parmi lesquelles : 
- La relecture de la notion marxienne de General Intellect par Paolo Virno
- La théorie de la fabrique sociale d'Antonio Negri
- Le concept de travail immatériel de Maurizio Lazzarato

Le free labor est gratuit à la fois dans le sens où le travailleur (laborer) le réalise volontairement et dans le sens où ce dernier n'est pas rémunéré par les bénéficiaires de ce travail (comme les réseaux sociaux par exemple). En ce sens, le travail gratuit est la forme de travail social qui reçoit le moins de rémunération; Par exemple, Terranova décrit l'université comme une "usine diffuse" (diffuse factory) : "an open system opening onto the larger field of casualised and underpaid ‘socialised labour power'".

### Réseaux P2P
Dans son travail, Terranova a évoqué l'idée que les réseaux P2P pouvaient être une forme de marché compatible avec un anarcho-communisme[réf. nécessaire].